# Fàbrica de Ciment Asland
La Fàbrica de Ciment Asland és un edifici industrial del Clot del Moro, al municipi de Castellar de n'Hug (Berguedà), declarat bé cultural d'interès nacional. Promoguda el 1901 per l'industrial Eusebi Güell i Bacigalupi, va ser la primera fàbrica de ciment industrial de Catalunya i la primera que instal·là forns rotatoris a l'Estat Espanyol, i restà operativa fins a l'any 1975. Des del 1992 és un museu adscrit al Museu de la Ciència i de la Tècnica de Catalunya.

## Arquitectura
La fàbrica del Clot del Moro està construïda aprofitant el pendent de la muntanya per minimitzar els costos d'energia i esforços en el transport i s'organitza en 13 nivells des de la zona superior de la pedrera fins a l'espai inferior de magatzem i transport. Inicialment projectada en dues fases, una vegada la primera va estar en funcionament es desestimà l'ampliació.
L'edifici industrial, obra de l'arquitecte Isidoro Pedraza de la Pascua, assessorat per Rafael Guastavino, és de planta molt irregular, aprofita els desnivells del terreny i té un equilibrat sistema de proporcions entre totes les parts de l'edifici. Tot l'edifici està cobert amb volta de maó de pla, sistema en què Guastavino s'especialitzà.
Des del punt de vista arquitectònic destaca la seva adaptació a la topografia, al procés industrial i a la ubicació dels recursos energètics. També destaca l'ús de la volta catalana de maó pla de dos o tres gruixos sobre esveltes armadures metàl·liques recolzades sobre murs i pilars, com a element conformador de les cobertes, aspecte que es consultà amb l'arquitecte Rafael Guastavino, que llavors estava difonent aquesta pràctica als Estats Units. Amb la utilització de la rajola o maó per a les voltes, el ferro i el ciment, constitueix un excepcional exemple de l'arquitectura industrial a principis del segle xx, no abandonant en cap moment una estètica molt personal i una bona distribució dels volums i del joc de la corba (donada per les voltes i les finestres de mig punt) i la línia recta. La direcció de les obres s'atribueix a Lluís Homs.

## Història

### Construcció

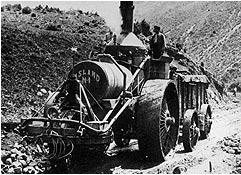
Locomòbil adquirit l'any 1902

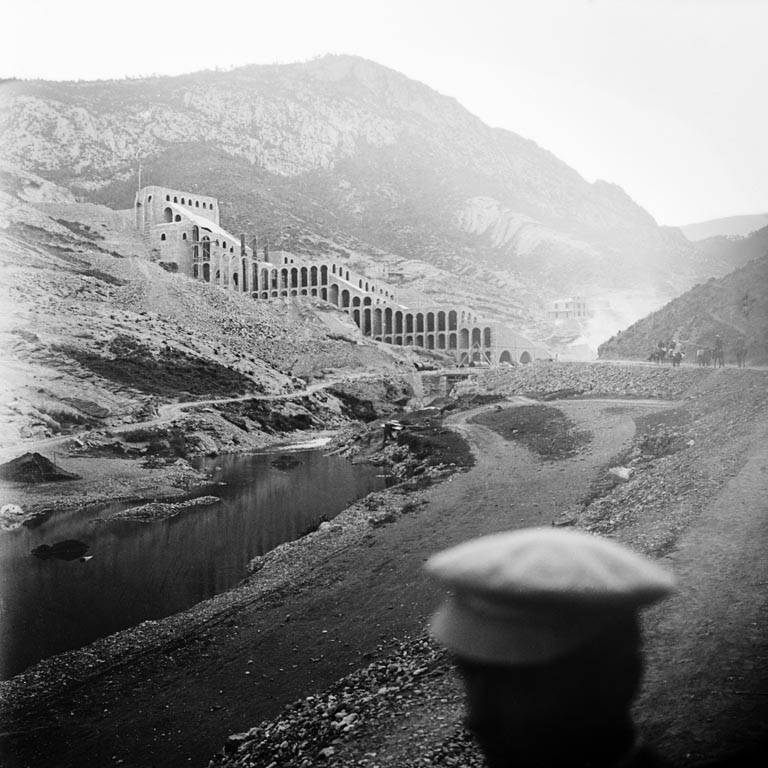
La fàbrica de ciment en una imatge dels voltants de 1905

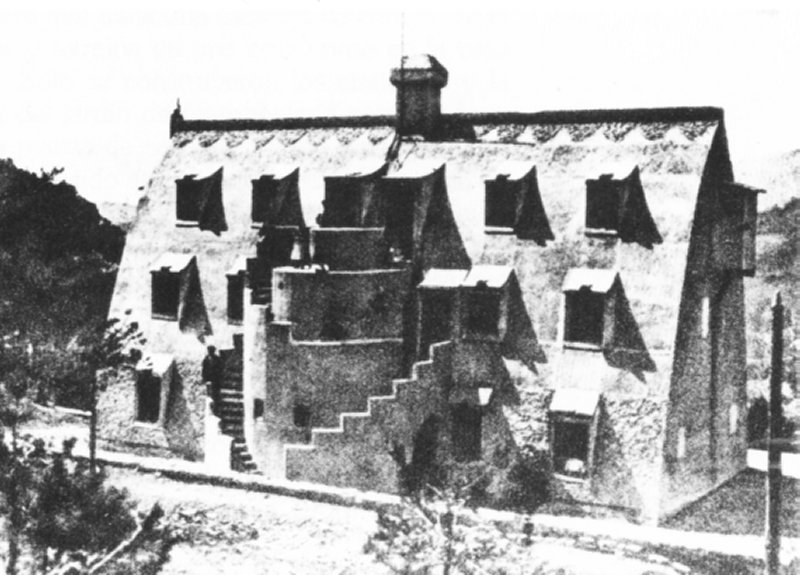
Xalet de Catllaràs, projectat per Gaudí l'any 1905

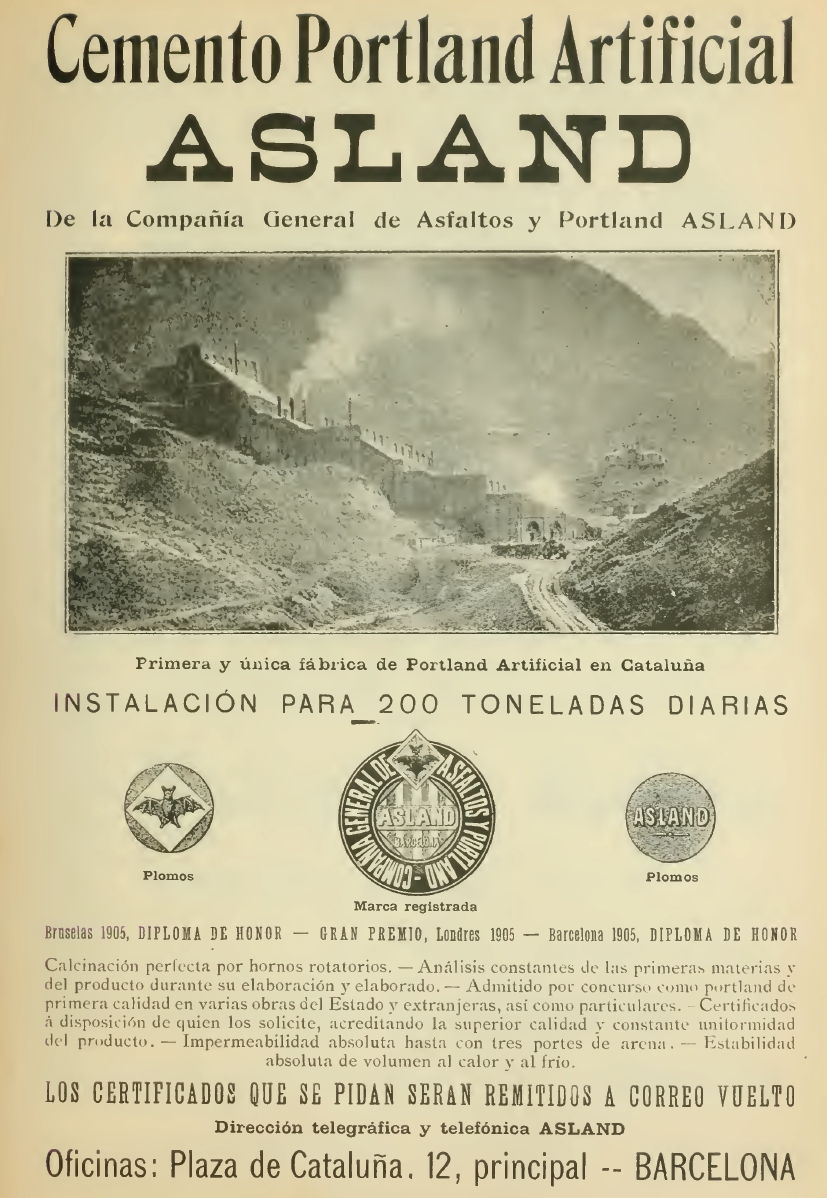
Anunci de 1907 de la fàbrica de ciments Asland on es destaca la capacitat de producció de la planta

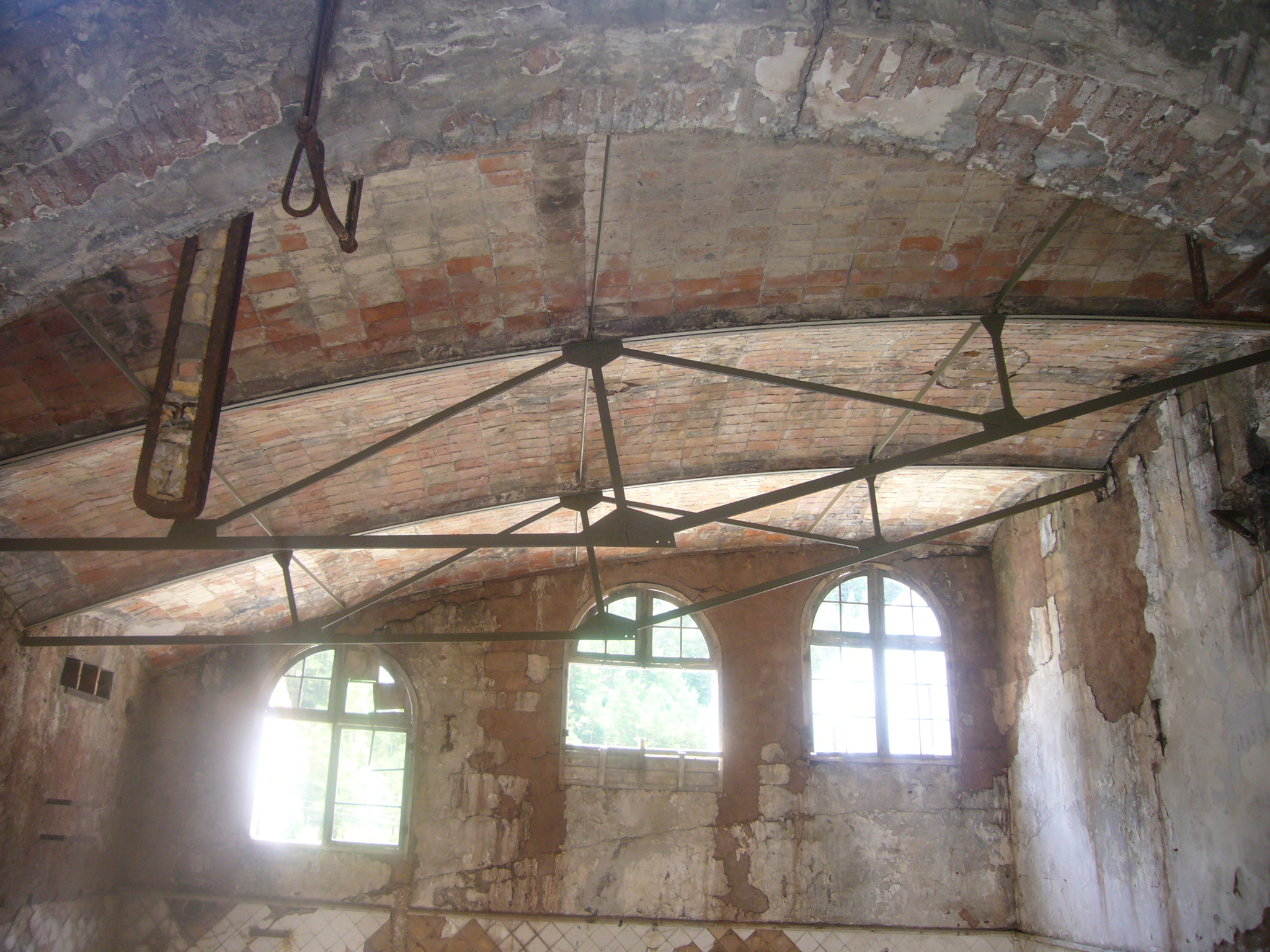
Detall de la volta catalana sobre armadures metàl·liques

El 1901, Eusebi Güell i Bacigalupi, juntament amb altres empresaris com Joaquim d'Abadal i Calderó, propietari de terrenys al Clot del Moro, Manel Arnús i Lluís Ferrer-Vidal fundaren l'any 1901 la societat anònima General de Asfaltos y Portland (Asland) i iniciaren el procés de construcció de la fàbrica. Güell escollí aquests terrenys, a prop de les Fonts del Llobregat, davant la possibilitat d'aprofitar les terres calcàries impregnades de matèries bituminoses d'aquesta zona, que en aquells moments semblaven òptimes per a l'obtenció de ciment pòrtland. L'empresa obtingué la concessió d'un salt d'aigua del riu Llobregat, que serviria per a generar els 2500 CV requerits per la fàbrica.
La construcció es realitzà entre 1901 i 1904, i fou molt complexa, ja que no hi havia bones infraestructures de transport. Per aquest motiu es realitzà tota l'obra de fàbrica desmuntant 60.000 m³ de roca in situ per a cobrir 5.100 m² de fàbrica esglaonats en 13 pisos.
L'únic accés eren camins de terra, i hi havia dues opcions possibles per transportar la producció mitjançant ferrocarril. La primera opció era descarregar a Olvan on s'enllaçaria amb la línia de ferrocarrils de via mètrica de Manresa a Olvan. La segona era arribar a Campdevànol i a l'estació de via ampla de Ripoll. Ambdues opcions estaven a una distància d'uns 30 km de la fàbrica. Una tercera opció, mitjançat un aeri, va ser descartada. L'any 1904 s'optà per la primera opció, ja que el ferrocarril que arribava a Olvan va anunciar l'ampliació del traçat fins a Guardiola de Berguedà.
Fins aleshores, el transport entre la fàbrica i Guardiola es realitzava amb cavalleries, les quals tenien un límit de 2 tones de càrrega. Per aquest motiu Asland va fer millores a la carretera entre Guardiola i La Pobla, i després entre La Pobla i Castellar de n'Hug.
Asland va rebre una negativa de TFEMB (Sociedad del Tranvía o Ferrocarril Ecónomico de Manresa a Berga), que estava construint el tram de ferrocarril entre Olvan i Guardiola de Berguedà, per a que el tren continués des de Guardiola de Berguedà fins a Castellar de n'Hug. Després d'haver descartat la sortida cap a Campdevànol, Asland va optar per dissenyar un projecte de ferrocarril de via estreta des de l'estació de Guardiola fins al Clot del Moro.

### Expansió
L'any 1902, l'empresa comprà un locomòbil de vapor de 15 tones i sis vagons de 18 tones de càrrega màxima, adquirits a la firma Best Manufacturing de Califòrnia. Aquest circulava per camins i s'usà inicialment per transportar maquinària cap a la fàbrica, i després de d'inauguració, per transportar el ciment produït. El locomòbil va tenir molta oposició a la comarca, i l'any 1905 en fou prohibit l'ús per carreteres públiques, i a partir d'aquell moment el transport de ciment es feu mitjançant carros de transport i 60 mules.
La fàbrica de Clot del Moro s'inaugurà el 25 de juliol de 1904 i començà a produir ciment l'1 d'agost d'aquell any.
El 22 de desembre de 1905, Asland comprà les mines de carbó de Catllaràs, que fins aquell moment havien estat arrendades a Antoni Planas i Olivé i subministraven el carbó necessari per a la producció de ciment. Com que aquestes mines estaven a 1.300 m d'altitud, l'empresa Carsten & Fabian va ser encarregada d'instal·lar un funicular aeri per a baixar el carbó en vagonetes penjades fins a enllaçar amb la carretera de Guardiola de Berguedà a La Pobla de Lillet, en el punt on actualment hi ha la primera estació del Ferrocarril Turístic de l'Alt Llobregat. L'aeri es posà en funcionament després de moltes dificultats constructives. En el complex de les mines de Catllaràs hi havia un xalet modernista, projectat l'any 1905 per Antoni Gaudí, que servia com a refugi de muntanya per als enginyers de les mines.
El 1905 i 1906 es comprà material de via a la firma alemanya Arthur Koppel per a un tren de galga 600 mm i travesses col·locades a 75 cm, i s'adquirí material mòbil a l'empresa Liebrecht. L'any 1906 es compraren dos petites locomotores que començaren a funcionar després de la legalització provisional de la línia ferroviària, que també donaria servei de transport de passatgers. L'1 de novembre de 1908, el rei Alfons XIII visità la fàbrica usant diversos automòbils des de Guardiola fins a l'estació de La Pobla de Lillet, on va pujar al tren format per una locomotora i diverses jardineres (improvisades amb vagons de mercaderies). L'any 1911 s'inicià la construcció de la línia en tota la seva extensió amb curves de 40 metres, aprofitant l'esplanació ja feta de l'antic traçat Decauville. S'acabaren les obres l'any 1912 a falta de l'estació de Castellar de n'Hug, que estava pendent d'expropiació, la qual es projectà l'any 1903. Un cop solucionats els problemes legals, l'1 d'agost de 1914 Asland inicià el tràfic del Ferrocarril Secundario de Guardiola a Castellar d'en Huch, amb concessió per 99 anys. L'any 1915 s'autoritzà la instal·lació d'una via a la sortida de l'estació de Guardiola, que serviria per carregar directament el carbó, que fins llavors era transportat per un locomòbil. L'any 1921 es reiniciaren les obres per obrir el tram La Pobla-Castellar.
L'any 1909 s'instal·là un nou forn danès a la fàbrica del Clot del Moro, amb capacitat per produir 150 tones diàries de pòrtland, i l'any 1911 un d'americà, amb capacitat per 120 tones diàries. L'any 1917 l'empresa Asland instal·là una segona fàbrica de ciment, a Montcada i Reixac i l'any 1928 una tercera, a Villaluenga de la Sagra. Aquesta última va ser inaugurada per Joan Antoni Güell i López, segon comte de Güell i fill d'Eusebi Güell.
L'any 1929 fou el millor any del carrilet de la Pobla, degut a la demanda de ciment per a l'Exposició Internacional de Barcelona de 1929, arribant a transportar 137.191 tones. L'any 1931 començaren els problemes, ja que les despeses eren superiors als ingressos, a causa del fet que la gran depressió afectà la compra de ciment, que es reduí un 50%.

### Últims anys
La Guerra Civil espanyola (1936 i 1939) no representà problemes per al comitè obrer, que s'encarregà de la fàbrica i del ferrocarril, que continuaren funcionant. Al final de la guerra, quan els republicans es retiraven, es produïren danys a la carretera i ferrocarril, que quedaren partits en diversos trams. Després de la guerra es feren les reparacions, i el carrilet tornà a circular entre Guardiola i Castellar de n'Hug el 1940. L'any 1962 es tancà la línia de tren, en resultar excessivament deficitària, i el traçat que circulava paral·lel a la carretera s'usà per ampliar la carretera. El tram entre La Pobla i Castellar quedà en propietat d'Asland.
La fàbrica del Clot del Moro funcionà fins a l'any 1975 i una part es va enderrocar per a extraure la maquinària, que fou venuda com a ferralla.

### Museu del Ciment Asland
Actualment, la fàbrica del Clot del Moro és propietat de la Generalitat de Catalunya per cessió de l'empresa Lafarge-Asland i està adscrita al Museu de la Ciència i de la Tècnica de Catalunya, que ha restaurat una part on s'ha instal·lat el Museu del Ciment Asland, inaugurat l'any 1992.
La visita s'inicia amb una introducció a la història del morter de calç, la volta catalana, el ciment hidràulic, el pòrtland, la construcció de la fabrica Asland i el procés de fabricació del ciment. Aquesta exposició està ubicada a l'antiga sala on s'ensacava el ciment. Posteriorment, es poden visitar les restes de la fàbrica, incloent les galeries del clínquer, les cintes transportadores, l'elevador de catúfols, el dipòsit de clínquer, la galeria de la vagoneta, el tren, l'àrea on estaven els tres forns rotatoris, el pla inclinat per pujar el carbó, la sala de la turbina, el taller dels electricistes i el laboratori d'anàlisi.

### Galeria d'imatges

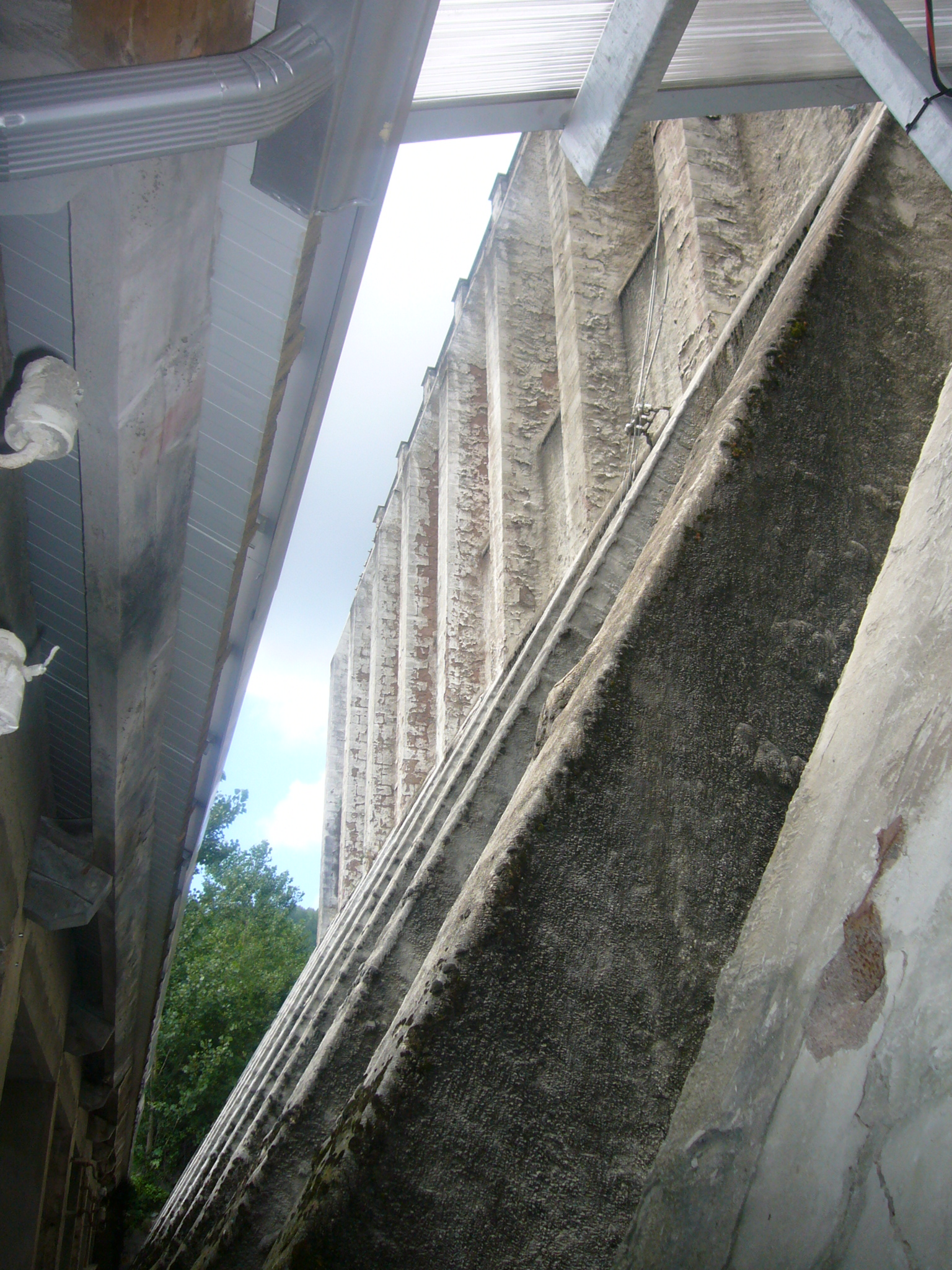
Contraforts
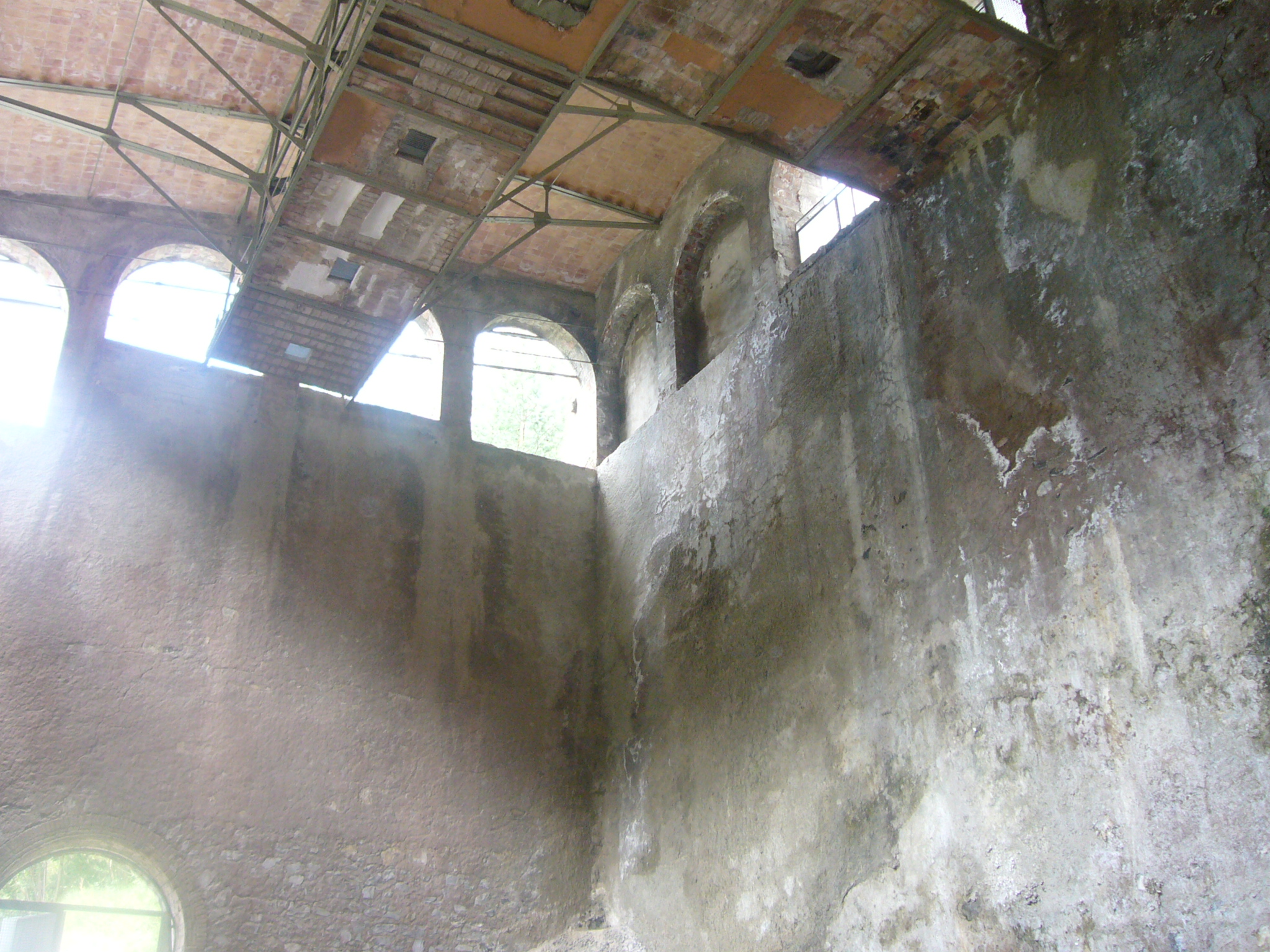
Sostre del dipòsit del clínquer
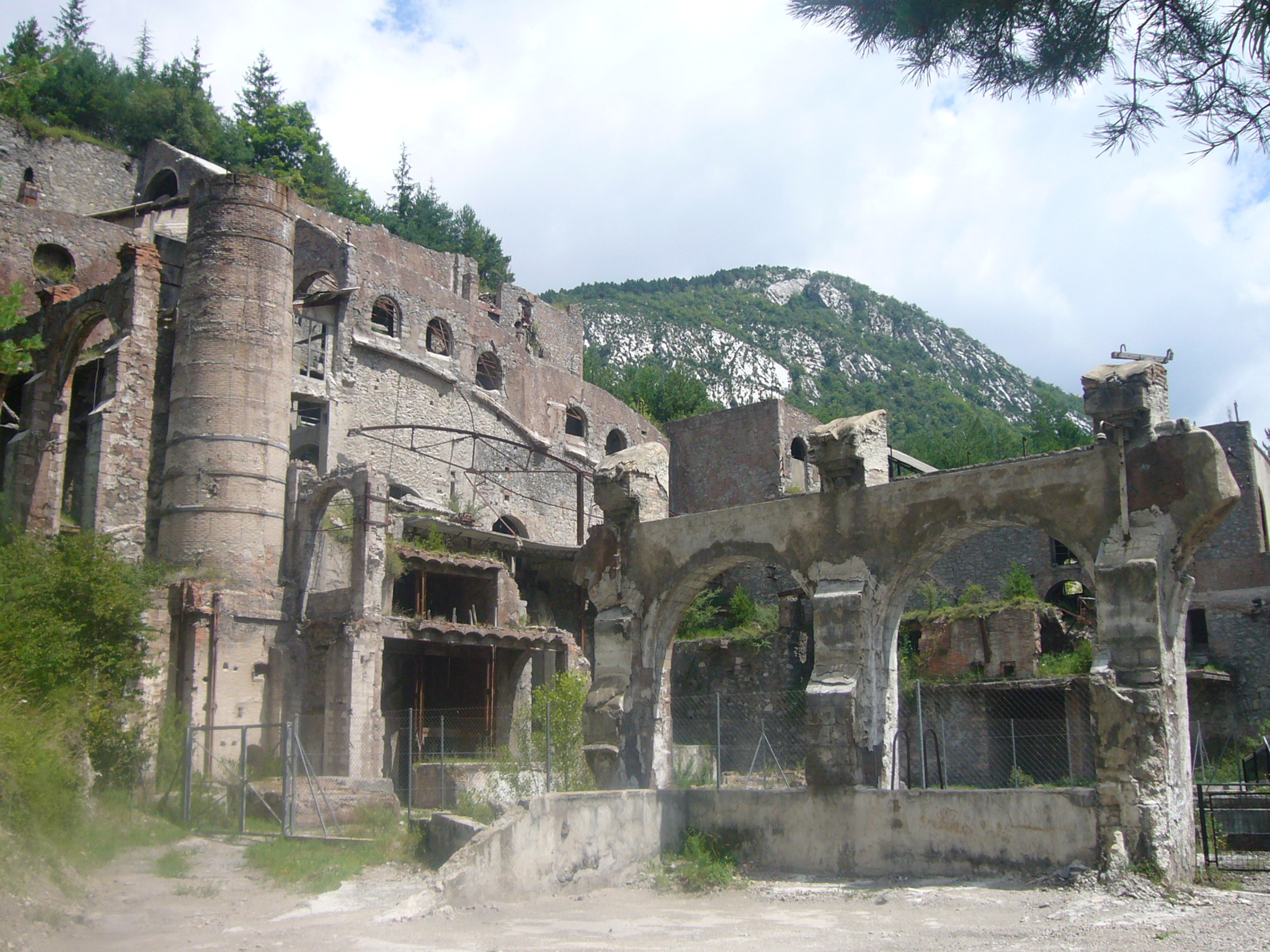
Nivells superiors de la fàbrica
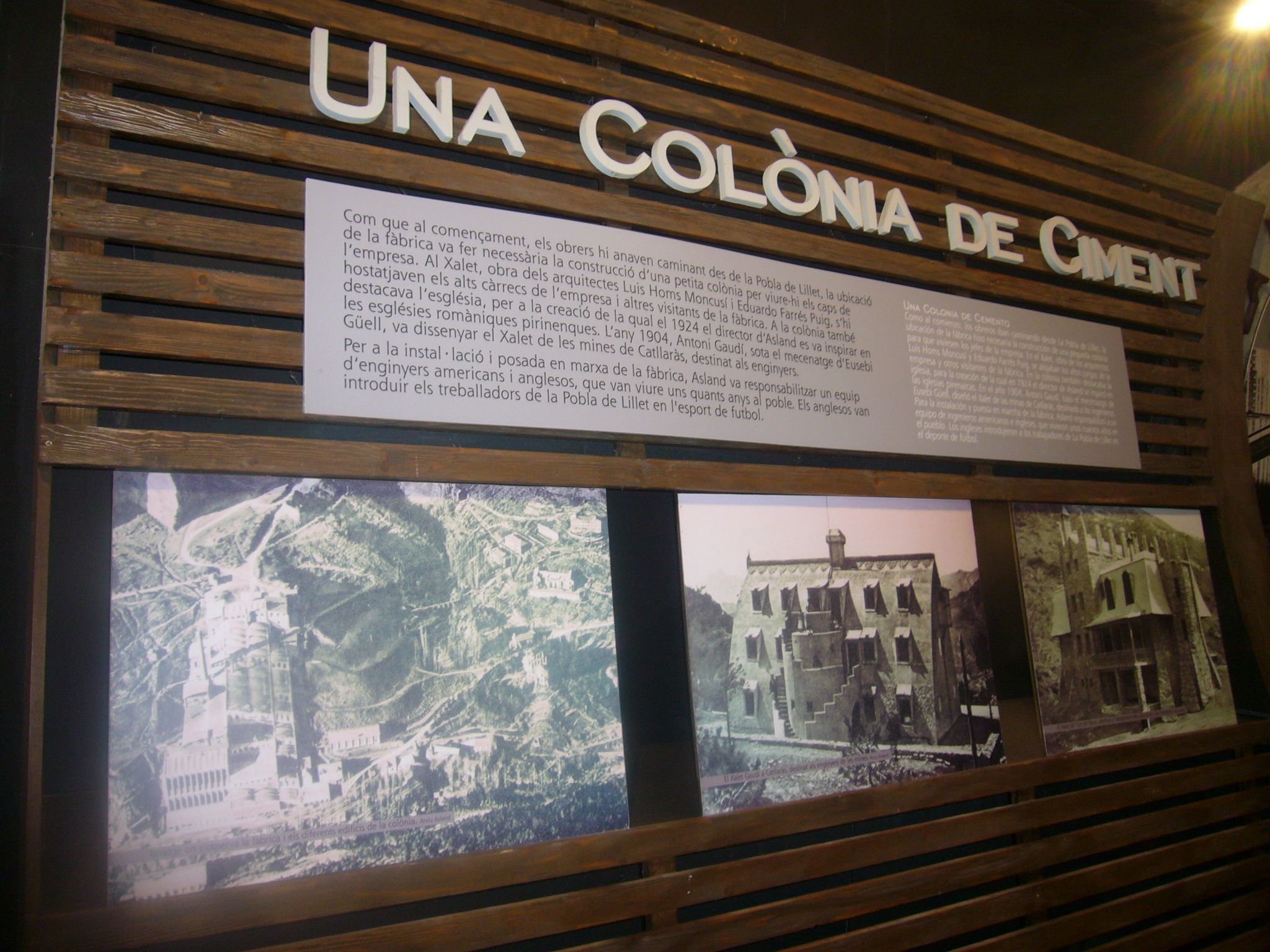
Museu del Ciment Asland
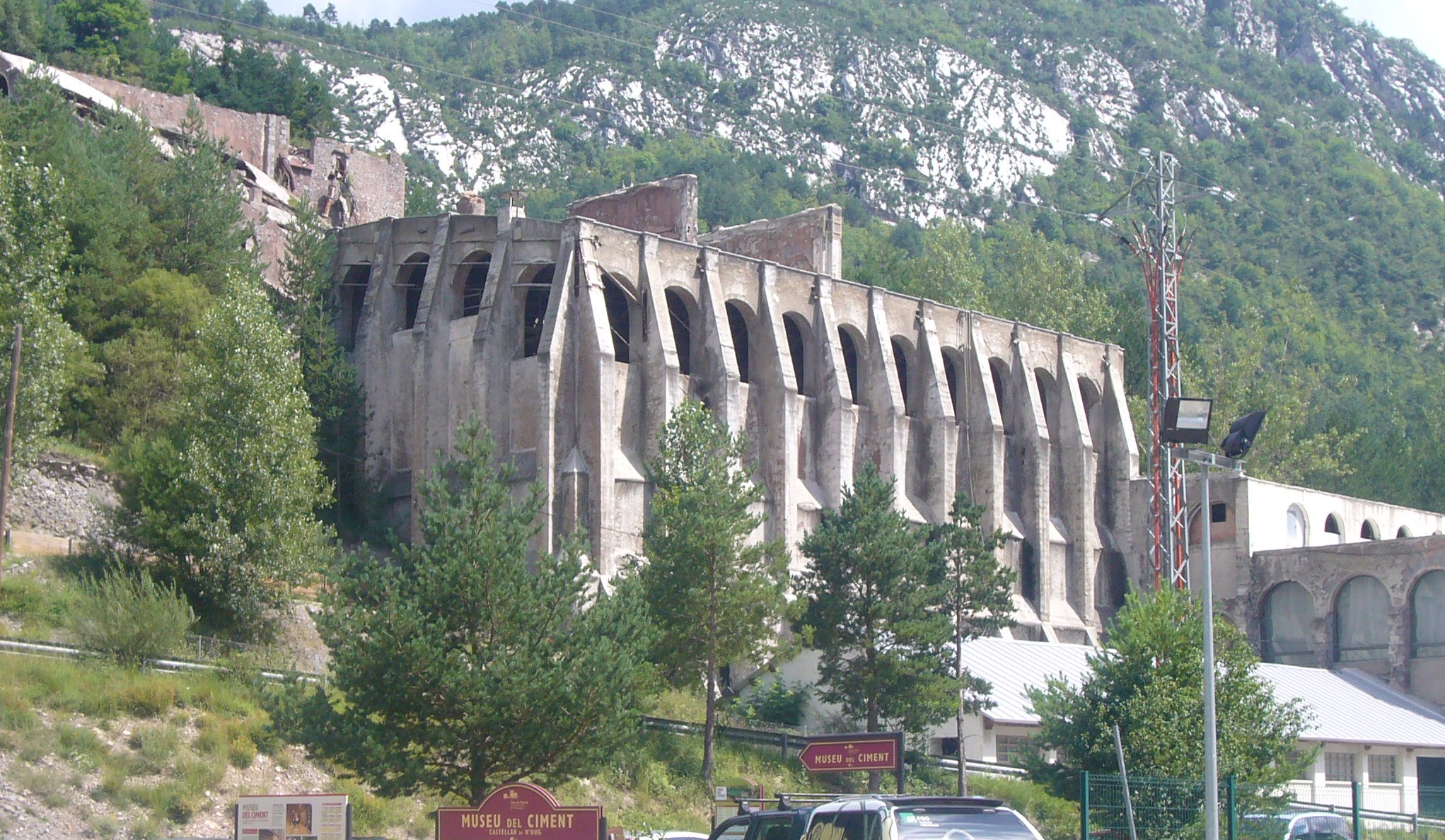
Vista des del pis inferior